# Wandeldarlehen
Ein Wandeldarlehen ist ein Darlehen verbunden mit der Option auf eine mögliche spätere Umwandlung der Darlehensschuld (oft samt Zinsen) in eine Unternehmensbeteiligung. Das Wandeldarlehen eignet sich in erster Linie zur Anschubfinanzierung für Start-up-Unternehmen und als Brückenfinanzierung, wenn z. B. eine große Finanzierungsrunde, ein (neuer) Markteintritt oder die Realisierung eines großen Kundenauftrags in einem absehbaren Zeitraum sicher bevorsteht.
Der Darlehensgeber kann eine dritte Person außerhalb des Unternehmens sein oder aber auch ein Gesellschafter des Unternehmens.
Beim Wandeldarlehen einigen sich Darlehensgeber und Darlehensnehmer in der Regel auf den
- Kapitalbetrag (Investmentbetrag),
- die Zinsen sowie
- die Auszahlungsmodalitäten des Darlehens (Einmalbetrag oder gestaffelt nach Erreichen bestimmter Kriterien) und
- Laufzeit, sowie
- die Modalitäten der Wandlung.

## Vorteile des Wandeldarlehens für das Unternehmen (Darlehensnehmer)
Das Wandeldarlehen hat für ein Unternehmen (Darlehensnehmer) wesentliche Vorteile, insbesondere, weil das Unternehmen für die Darlehenszuteilung nicht ausführlich bewertet werden muss. Um eine Basis für eine Unternehmensbewertung zu haben, benötigen Start-up-Unternehmen bei anderen Finanzierungsmöglichkeiten oftmals eine 3-4-Jahres-Vorschau mit einem vollumfänglichen Businessplan, wie z. B. Vertriebsplanung, Kalkulation von Kundengewinnungskosten (Customer Acquisition Costs – CAC), Marketingplanung, Marktübersicht, Darstellung der Marktgrösse und anderes mehr.
In der Regel sind die Transaktionskosten gegenüber Eigenkapitalrunden geringer und es ist eine schnellere Umsetzung mit Rücksicht auf die Organe des Unternehmens möglich. Je nach Ausgestaltung der Wandeldarlehensvereinbarung ist keine notarielle Beurkundung erforderlich und es können vor allem für den Darlehensgeber sehr attraktive Konditionen vereinbart werden.

## Risiken von Wandeldarlehen
Die Risiken von Wandeldarlehen für den Darlehensgeber liegen vor allem darin, dass der Darlehenssumme unter Umständen keine werthaltigen Vermögenswerte im Unternehmen (Darlehensnehmer) gegenüberstehen. Dies insbesondere besonders bei Start-up-Unternehmen, bei denen die
- finanzielle Mittel zur Produktion von nicht aktivierbaren Vermögenswerten verwendet werden, und/oder
- hohe laufende Kosten bestehen,
- Entwicklung des Unternehmens innerhalb des Finanzierungszeitraumes verzögert erfolgt oder
- nicht genügend Liquidität aufgebaut werden konnte, um die Darlehensforderung bedienen zu können,

wodurch ein Wandeldarlehen unter Umständen sehr schnell zu einer rechnerischen Überschuldung des Unternehmens führt, wodurch wiederum, wenn keine dem Insolvenzrecht entsprechende positive Fortbestehensprognose besteht, dies zur Pflicht der Unternehmensleitung zur Stellung eines Antrags auf Insolvenzeröffnung führen würde.
Die Gefahr der rechnerischen Überschuldung kann durch die Vereinbarung einer Nachrangigkeitsklausel vermieden werden. Im Wandeldarlehensvertrag wird dann vereinbart, dass die Darlehensforderung qualifiziert nachrangig gemäß den Bestimmungen des nationalen Insolvenzrechtes ist. Dann wird das Wandeldarlehen bei der Ermittlung des Überschuldungsstatus der Gesellschaft nicht bzw. nachrangig berücksichtigt.
Entwickelt sich das Unternehmen (Darlehensnehmer) nicht entsprechend den Prognosen und der Hoffnungen des Darlehensgebers, hat dieser, um einen Totalverlust seiner Forderung zu vermeiden, meist nur wenige Möglichkeiten zur Reaktion (Beispiele):
- Stundung der Rückzahlung,
- Wandlung der Darlehensforderung in Eigenkapital des Unternehmens (Anteile) mit dem Risiko einer Schlechterstellung des Kapitals bei einer späteren Insolvenz des Unternehmens,
- gerichtliche Durchsetzung der Rückzahlungsanspruche mit dem Risiko, das Unternehmen in Insolvenznähe zu bringen.

Für Darlehensgeber und Darlehensnehmer kann der Abschluss eines Wandeldarlehens unter Umständen negative Signale an potentiellen Investoren und auch Lieferanten aussenden, wodurch beide Vertragsparteien einen Nachteil erleiden können.
Für den Darlehensnehmer (Unternehmen) haben Wandeldarlehen ebenfalls Risiken (Beispiele):
- so können  die oftmals vereinbarten Bewertungsdiscounts (z. B. 10 bis 20 Prozent) für den Darlehensgeber wesentliche Nachteile für das Unternehmen beinhalten,
- der Darlehensgeber ist bei der Wandlung daran interessiert, eine möglichst niedere Unternehmensbewertung zu erreichen, während der Unternehmer (Darlehensnehmer) eine möglichst hohe Bewertung erzielen will,
- das Darlehen steht in der Regel an der Spitze der Erlösverteilung,
- das Wandeldarlehen sieht grundsätzlich nur ein Wandlungsrecht und keine Wandlungspflicht vor. Dies kann unter Umständen dazu führen, wenn ein Darlehensgeber nicht wandelt, sondern die Rückzahlung des Darlehens verlangt, dass der Darlehensgeber das Schicksal des Unternehmens in der Hand hat und z. B. mit dem Darlehen Druck ausübt und noch günstigere Konditionen für eine Wandlung herbeiführen will, als ursprünglich vorgesehen war.
- Wandeldarlehen erhöhen die Komplexität von Anschlussfinanzierungen. Sie verlagern aktuelle (Liquiditäts-)Probleme und die Bewertungsdiskussion lediglich in die Zukunft. Es können auch intransparenter Prozesse entstehen und durch Verhandlungen können die Kostenvorteil des Wandeldarlehens, z. B. durch Anwaltskosten, zunichtegemacht werden.[3]

## Typischer Inhalt einer Wandeldarlehensvereinbarung
Die Konditionen von Wandeldarlehensvereinbarungen können in einem Vertrag oder in getrennten Verträgen vereinbart werden (z. B.: Darlehensvertrag mit der Gesellschaft und eine Zusatzvereinbarung bezüglich der Konditionen der Wandlung mit den Gesellschaftern).
Typische Inhalte einer Wandeldarlehensvereinbarung sind:
- Vereinbarung mit dem Darlehensgeber über die Leistung des Darlehensbetrages an die Gesellschaft,
- Verpflichtung der Gesellschaft, den Darlehensbetrag zu einem bestimmten Fälligkeitstermin zurückzubezahlen,
- Verpflichtung der Gesellschaft, das Darlehen zu verzinsen, wobei hier oft die Zinsenzahlung zu einem Endfälligkeitstermin vereinbart wird, um die Liquidität der Gesellschaft nicht mit laufenden Zinszahlungen zu belasten.
- Vereinbarung einer Nachrangigkeitsklausel (siehe oben – Risiken von Wandeldarlehen),
- Verzicht des Darlehensgebers, unter bestimmten, vorab definierten Voraussetzungen, auf eine Rückzahlung des Darlehens und der Zinsen zu verzichten und als Gegenleistung erhält er das Recht, Anteile an der Gesellschaft zu zeichnen. Das Ausmaß der gezeichneten Anteile ergibt sich aus der Höhe der Forderung auf die verzichtet worden ist und der Bewertung des Darlehensnehmers (Unternehmensbewertung) zum Zeitpunkt der Wandlung,
- Vereinbarung über Sonderrechte („Preferred Shares“) bzgl. der gezeichneten Anteile des Darlehensgebers,
- Vereinbarung über Informationsrechte oder auch bestimmten Mitbestimmungsrechte während der Darlehenslaufzeit für den Darlehensgeber,

## Wandlung
Zu welchem Zeitpunkt und zu welchen Konditionen die Wandlung der Darlehensschuld in Unternehmensanteile genau vorgenommen wird, ist von der Vertragsausgestaltung abhängig. Bei Start-up-Unternehmen kann die Wandlung z. B. zum ersten möglichen Zeitpunkt sein, an dem eine realistische Unternehmensbewertung möglich ist.
Um die Entscheidung über die Wandlung des Darlehens in Unternehmensanteile dem Darlehensgeber zu erleichtern, erhält dieser oftmals neben der Verzinsung des Darlehens weitere Anreize. Dies kann z. B. ein Nachlass (discount) auf die zukünftige Bewertung sein (üblicherweise rund 10–20 %) oder er erhält eine garantierte Mindestbeteiligung am Unternehmen. Das Wandlungsrecht kann entweder:
- als schuldrechtliche Verpflichtung der Gesellschafter (Stimmbindungsvertrag[4]) oder
- als schuldrechtliche Verpflichtung der Gesellschaft selbst (durch die Gesellschafterversammlung oder den ermächtigten Geschäftsführer) ausgestaltet werden oder
- mit einem genehmigten Kapital in der Satzung flankierend festgeschrieben werden.

## Verwässerungsschutz
Werden vom Darlehensnehmer nach Abschluss eines Wandeldarlehens weiter Wandeldarlehen aufgenommen, kann dies für den ersten Darlehensgeber zu einer Verwässerung seiner Vorteile führen. Dies insbesondere, wenn ein oder mehrere nachfolgende Darlehen mit günstigeren Wandlungsbedingungen ausgestattet sind. Um dies zu vermeiden, kann der Darlehensgeber vertraglich verlangen, dass er zum Beispiel ein entsprechend ausgestaltetes Bezugsrecht im Hinblick auf die Zeichnung von zukünftigen Wandeldarlehen erhält.

## Formvorschriften
Der Darlehensvertrag kann grundsätzlich formfrei vereinbart werden. Aus der Verpflichtung zur Wandlung der Darlehenssumme und Zinsen in Unternehmensanteile kann sich unter Umständen eine Verpflichtung zur Einhaltung von Formvorschriften (z. B. Notariatsaktspflicht) ergeben.